# Goblin (tv-serie)
Goblin er en sydkoreansk tv-drama/serie på 16 episoder (+ 3 specialepisoder). Hovedrollerne spilles af henholdsvis Gong Yoo (Kim Shin/Goblin), Lee Dong-wook (Wang Yeo/Grim Reaper), Yoo In-na (Sunny/Kim Sun) og Yook Sung-jae (Yoo Deok-hwa).